# Andrena florea
Espèce
Andrena florea, communément appelée Andrène de la bryone, est une espèce d'abeilles de la famille des Andrenidae, du genre Andrena. Très spécialisée, elle dépend de la présence des plantes nourricières de ses larves : la bryone dioïque et le concombre d’âne.

## Répartition
Espèce paléarctique, son aire de répartition est assez étendue, avec pour limite Nord les Pays-Bas, pour limite Sud le Maghreb et pour limite Est, l’Allemagne, la Bulgarie, la Roumanie et le Proche-Orient.

## Période de vol
Mai à Juillet .

## Mœurs
Elle niche dans des terriers de 10 cm de long qu'elle creuse dans le sol, comptant jusqu’à une dizaine de cellules à raison d’une larve par cellule. Présente dans les parcs et jardins, elle peut parfois former de petites bourgades. Il s’agit d’une espèce très spécialisée pour ses ressources alimentaires. Il arrive que les mâles adultes visitent d’autres fleurs à la recherche de nectar.

## Parasitisme
Une Abeille coucou (Nomada succincta) est un parasite spécifique de cette andrène.